# Halové mistrovství Evropy v atletice 2009 – skok daleký mužů
Skok daleký mužů na halovém mistrovství Evropy v atletice 2009 se konalo v italském Turíně ve dnech 6. března až 8. března 2009; dějištěm soutěže byla hala Oval Lingotto. Ve finálovém běhu zvítězil reprezentant Německa Sebastian Bayer.
Hrdinou finálového závodu se stal Sebastian Bayer, který v úvodu výkonem 8,29 zlepšil německý národní rekord a na závěr soutěže, už jako jistý vítěz, v posledním pokusu celého šampionátu doskočil na 8,71, čímž o 15 cm překonal stávající evropský rekord Yaga Lamely z HMS v Maebaši 1999 a o 22 cm rekord HME Roberta Emmijana z Liévin 1987. Celkově si Bayer ve finále vylepšil osobní rekord o 54 cm a v historických halových tabulkách se zařadil na druhé místo, když za světovým rekordem Carla Lewise zaostal o 8 cm. Roman Novotný byl vyřazen v kvalifikaci, když výkonem 7,77 (7,69 X 7,77) obsadil celkově 13. místo ze 30 startujících. Kvalifikační limit činil 8,00, přičemž k postupu mezi osm finalistů nakonec postačovalo dosáhnout vzdálenosti 7,94.
| Umístění         | Sportovec        | 1    | 2    | 3    | 4    | 5    | 6    | Výkon        |
| ---------------- | ---------------- | ---- | ---- | ---- | ---- | ---- | ---- | ------------ |
| Zlatá medaile    | Sebastian Bayer  | 8,29 | -    | -    | -    | X    | 8,71 | 8,71 m ER CR |
| Stříbrná medaile | Nils Winter      | X    | 8,18 | 7,98 | X    | 8,22 | X    | 8,22 m PB    |
| Bronzová medaile | Marcin Starzak   | 8,01 | 8,10 | 8,04 | 8,03 | 8,18 | X    | 8,18 m NR    |
| 4.               | Kafétien Gomis   | 7,71 | X    | 8,12 | X    | X    | 7,91 | 8,12 m PB    |
| 5.               | Nikolaj Atanasov | 8,02 | 7,92 | X    | X    | 8,04 | 8,11 | 8,11 m PB    |
| 6.               | Greg Rutherford  | 7,92 | 7,99 | 8,00 | X    | X    | 7,99 | 8,00 m PB    |
| 7.               | Tommi Evilä      | 7,78 | X    | X    | 7,85 | 7,86 | 7,76 | 7,86 m       |
| 8.               | Juho-Matti Pimiä | X    | X    | 7,84 | X    | 7,77 | 7,70 | 7,84 m       |